# مقرمشات سلطع
مقرمشات سلطع (بالإنجليزية: Krusty Krab)‏ هو مطعم وجبات سريعة تخيلي من برنامج الرسوم المتحركة الكوميدي الأمريكي سبونج بوب سكوير بانتس. المؤسس والمالك لمقرمشات سلطع هو مستر سلطع. وفقًا لسياق البرنامج يبيع المطعم أنواعًا متعددة من منتجات الوجبات السريعة بأسعار عالية للغاية وأشهرها هو سلطع برغر والذي يحظى بشعبية كبيرة بين سكان قاع الهامور. بالإضافة إلى مستر سلطع (والذي يقضي معظم وقته وهو يعد النقود في مكتبه)، لمقرمشات سلطع موظيفن بدوام كامل هما سبونج بوب طاه القلي وشفيق حبار وهو أمين الصندوق والبوّاب. يعود النجاح الكبير لمقرمشات سلطع لوصفة سلطع برغر السرية التي يمتلكها مستر سلطع والذي ورثها من أمه والتي يحاول مطعم دلو الصداقة المملوك لشمشون الحصول عليها عبثًا وبينما يتفوق مطعم مقرمشات سلطع في جذبه للزبائن تزداد غيرة شمشون لأن مطعمه يقدم طعامًا لا يؤكل من بقايا مفرومة، فشمشون دائمًا ما يحاول سرقة الوصفة السرية، وهي سمة متكررة بكثرة في البرنامج.
بقية المنتجات التي تباع في مقرمشات سلطع هي البطاطس الملقية والمشروبات العادية. يعمل مستر سلطع كمدير وسبونج بوب كطباخ وشفيق حبار كمحاسب وبواب. يمتلك سبونج بوب مهارات متميزة في الطهو ودائمًا ما تحصل بينه وبين شفيق حبار حوادث في المطعم. والمنافس الرئيسي لمطعم مقرمشات سلطع هو دلو الصداقة وهو تشابه فكرة مطعم مقرمشات سلطع لفكرة ماكدونالدز أو مطاعم برغر كينج.
تم إغلاق مطعم مقرمشات سلطع في 2020 بسبب إصلاح أبراج سلطع

## قراءة إضافية
- SpongeBob SquarePants. ISBN:159-1-823-986. اطلع عليه بتاريخ 2020-10-13.
- Trouble at the Krusty Krab!. ISBN:0-4396-6697-X. اطلع عليه بتاريخ 2020-10-13.